# Aérodrome de Pont-à-Celles Buzet
L'aérodrome de Buzet, code OACI: EBBZ, est un aérodrome belge situé à Buzet, en Région wallonne. Il est essentiellement dévolu aux vols en ULM.

## Caractéristiques

### Situation

#### Coordonnées géographiques
- Latitude : 50.54300
- Longitude : 4.38190
- Altitude : 159 mètres (522 pieds)

### Radio
- « Buzet Info » sur 124.050 (Attention fréquence pirate utilisée illégalement pendant plusieurs années) Une nouvelle fréquence vient d'être attribuée : 118.740